# Anton Nombride
Anton Nombride (* 20. September 1799 in Waldshut; † 9. April 1857 in Freiburg im Breisgau; katholisch) war ein seit 1830 im badischen Staatsdienst stehender Jurist und Amtsvorstand, vergleichbar mit einem heutigen Landrat. Ebenso war er während sechs Wahlperioden Abgeordneter des badischen Landtags.

## Familie
Anton Nombride war der Sohn des Rentmeisters Stefan Nombride in Waldshut. Er heiratete am 2. März 1829 Maria Anna geborene Straubhaar. Aus dieser Ehe entstammen vier Kinder: Sofie (* 20. Mai 1834), Emil (* 4. Februar 1837), Hermine (* 5. Februar 1839) und Anton (* 29. Juli 1841).

## Laufbahn
Nach dem Studium der Rechtswissenschaften und dem Staatsexamen in Freiburg, wo er sich dem Corps Suevia Freiburg anschloss, wurde Nombride nach verschiedenen Stationen als Rechtspraktikant ab dem 1. August 1830 Amtsassessor beim Bezirksamt Achern und ab dem 1. Mai 1834 Amtmann und zweiter Beamter beim Bezirksamt Kenzingen. Die gleiche Position begleitete er ab dem 1. November 1836 beim Stadtamt Mannheim und am 1. Februar 1838 wurde er zum Oberamtmann befördert und gleichzeitig an das Bezirksamt Bretten versetzt. Ab dem 12. November 1840 wurde er Oberamtmann beim Bezirksamt Kenzingen und danach ab dem 7. September 1842 Hofgerichtsrat beim Oberrheinkreis in Freiburg. Am 6. Oktober 1843 wurde er dort Staatsanwalt und  bekam am 30. November 1846 den Titel Geheimer Regierungsrat. Ab dem 4. Dezember 1846 wurde er Vorsitzender Rat bei der Regierung des Seekreises in Konstanz und ab dem 26. Mai 1848 Regierungsrat bei der Regierung des Oberrheinkreises in Freiburg. Im Februar 1854 erlitt Nombride einen Schlaganfall während einer Sitzung des Landtages und wurde deshalb in den Ruhestand versetzt.

## Politische Betätigung
1843/45, 1845/46 1847/49, 1850/51, 1851/52, 1852/53 und 1854 war Nombride Abgeordneter des badischen badischen Landtags für den Wahlkreis 16 (Bezirksamt Endingen und Bezirksamt Kenzingen) während der 11. bis 16. Wahlperiode.

## Auszeichnungen
- 1847 Ritterkreuz des Zähringer Löwen-Ordens